# Montpelier (Vermont)
Montpelier /mɒntˈpiːliər/ è un comune (city) degli Stati Uniti d'America e capoluogo della contea di Washington, ed è la capitale dello Stato del Vermont. 
La popolazione era di 7 855 persone al censimento del 2010, il che la rende la quinta città più popolosa dello stato e la capitale di stato più piccola degli Stati Uniti. Forma, assieme a Barre, una piccola area micropolitana al centro del Vermont. Gli abitanti di Montpelier vengono chiamati Montpelierite. Il Vermont College of Fine Arts e il New England Culinary Institute si trovano in città. Prende il nome dalla città di Montpellier, nel sud della Francia.
Il fiume Winooski scorre lungo il limite meridionale del centro cittadino ed alcuni suoi affluenti attraversano i quartieri residenziali.
L'economia cittadina è basata principalmente sui servizi amministrativi collegati al ruolo di capitale. L'industria connessa al trattamento del granito, soprattutto grazie alle cave presenti a Barre, gioca un ruolo notevole nell'economia cittadina. Le attività legate al legname, prevalenti nel XIX secolo, hanno invece subito un netto declino.
Montpelier, nota per la vivibilità del centro cittadino, è anche l'unica capitale statunitense a non avere un ristorante McDonald's, nonché la sede di quello che pare sia l'ultimo produttore di mollette da bucato rimasto negli Stati Uniti. Gran parte delle aziende presenti nell'area cittadina sono locali: ad esempio, le uniche catene nazionali di ristoranti presenti sono Subway, Quiznos e l'azienda locale Ben & Jerry's. In città hanno sede anche diverse compagnie di assicurazione.

## Geografia fisica
Montpelier è situata a 44°15′N 72°34′W (44.2500, −72.5667).
Secondo lo United States Census Bureau, ha un'area totale di 10,3 miglia quadrate (27 km²).

## Società

### Evoluzione demografica
Secondo il censimento del 2010, c'erano 7.855 persone.

### Etnie e minoranze straniere
Secondo il censimento del 2010, la composizione etnica della città era formata dal 93,7% di bianchi, l'1,0% di afroamericani, lo 0,3% di nativi americani, il 2,2% di asiatici, lo 0,01% di oceaniani, lo 0,39% di altre etnie, e il 2,2% di due o più etnie. Ispanici o latinos di qualunque etnia erano il 2,1% della popolazione.